# Kamptoteka
Kamptoteka (lat. Camptotheca), rod listopadnog drveća iz porodice tupelovki. Postoje dvije vrste koje rastu na jugu Kine i Tibetu

## Ljekovitost
Drveće ovog roda značajni su izvori kamptotecina u prirodi, vrlo obećavajuće kemijske tvari koja se koristi u liječenju raka (Li i dr., U tisku). Djelovanje kamptotecina prvi je put otkriveno 1957. (Wall i sur., 1966). Klinička ispitivanja kamptotecina u Sjedinjenim Državama, Kini, Japanu i Europi pokazala su uspjeh u liječenju vrsta karcinoma (Li i Adair, 1994). Neki lijekovi kamptotecina dobili su odobrenje za liječenje raka u više od 20 zemalja. Nedavno su od američke državne agencije za hranu i lijekove odobrena tri polusintetička lijeka iz kamptotecina (Hycamtin, Campto i 9-nitrocamptothecin) za liječenje karcinoma jajnika, kolorektalnog i raka gušterače.

## Vrste
1. Camptotheca acuminata Decne.
2. Camptotheca lowreyana S.Y.Li

## Vanjske poveznice
|  | Zajednički poslužitelj ima još gradiva o temi Camptotheca |
|  | Wikivrste imaju podatke o taksonu Camptotheca             |